# Croxteth Hall
Croxteth Hall est une maison de campagne, bâtiment classé Grade II * située dans le quartier de West Derby, actuellement banlieue de Liverpool, en Angleterre. C'est l'ancien domaine de campagne et la maison ancestrale de la famille Molyneux, comtes de Sefton . Après la mort du septième et dernier comte en 1972, le domaine passe dans les mains du Conseil municipal de Liverpool, qui gère désormais le reste du domaine à la suite de la vente d'environ la moitié du terrain. Les terrains restants, Croxteth Park, étaient autrefois dévolus à la chasse, réservés à la famille Molyneux : ils sont maintenant ouverts au public .

## Histoire
La maison d'origine est construite vers 1575, elle est agrandie en plusieurs étapes : dans les styles Tudor, Géorgien et Queen Anne. La façade principale, la façade ouest, est construite en 1702. Au cours de cette période, une boulangerie et une brasserie sont ajoutées, mais à l'époque victorienne, elles sont démolies. En 1874, une aile est ajoutée pour que les visiteurs puissent y séjourner .
La reine Victoria, le prince Albert et leurs enfants séjournent au Croxteth Hall le 9 octobre 1851 avant de se rendre à Liverpool le lendemain sous une pluie torrentielle. Cependant, la visite commence bien avec la présence de 700 membres de la noblesse locale dans le parc du manoir .
Le manoir et sa dépendance sont bâtiment classé Grade II *, comme le sont 3 des dépendances ; 15 autres bâtiments sur le domaine sont de grade II. La famille Molyneux vit au manoir du XVIe siècle jusqu'en 1972, date à laquelle le dernier comte décède. Sa veuve, d'origine américaine, Joséphine, comtesse de Sefton (1903-1980) - autrefois amie proche de la duchesse de Windsor et surnommée «Foxy» pour ses abondants cheveux auburn - continue de séjourner à Croxteth. Elle est le dernier membre de la famille Molyneux à résider au manoir.
À la mort du dernier comte, en 1972, une recherche sur le plan mondiale est lancée pour trouver un héritier éventuel au titre, mais sans succès. Une grande partie du domaine d'origine est alors vendue pour y développer des activités, mais environ 500 acres (2,02342821 km2) restent un parc, ouvert au public, comprenant différentes installations de jeux pour les enfants. Le domaine comprend également le manoir d'origine lui-même, ouvert au public moyennant un petit supplément, ainsi qu'un jardin victorien clos entretenu et une ferme en activité.
Le jardin clos abrite ce qui reste du Liverpool Botanics. C'est l'une des plus anciennes collections horticoles de Grande-Bretagne, fondée par William Roscoe en 1802. Parmi les plantes tropicales se trouve la Collection Nationale de Dracaena (dragonniers) ; il y a des orchidées et la Collection Nationale de Codiaeum ; pélargoniums et la Collection Nationale de Solenostemon (coleus), ainsi qu'une riche collection de broméliacées. Liverpool était autrefois mondialement connue pour ses orchidées, car la collection est principalement composée d'espèces prélevées dans la nature plutôt que d'hybrides provenant de jardins, plus courants.

## Le parc
Le parc est classé au Grade II. Il contient également Mull Wood, qui fait partie de la réserve naturelle locale de Croxteth 85 hectares (210,03957385 acres) ,. En partenariat avec le Lancashire Wildlife Trust, la réserve double sa taille. Cela permet aux gens d'avoir un accès facilité aux zones de la réserve et d'inclure de nouveaux habitats dans la réserve. L'une des améliorations apportées à Mull Wood est l'ensemencement d'une prairie de fleurs sauvages, située près des anciens chenils.
Le Myerscough College y a son campus de Liverpool, situé dans une partie du manoir, et où il y a 350 étudiants à temps plein.

## Chenils
Les chenils de Croxteth Hall Lane sont construits dans les années 1870, c'est un bâtiment classé de type Grade II . Ils ont été conçus par l'architecte de Chester John Douglas pour William Molyneux (4e comte de Sefton). Les niches sont construites en briques rouges avec un toit aux motifs bleu et vert rappelant les ardoises. Le bâtiment est de plain-pied et comporte trois travées, les deux travées de gauche sont constituées des chenils et la travée de droite est plus haute avec un toit en demi-croupe plus pentu. Il y a une grande cheminée en brique. Les chenils sont actuellement occupés et entretenus par le Croxteth Park Volunteer Group, fondé en 2017.